# Floralies Internationales de Montréal
De Floralies internationales de Montréal was de achtste internationale tuinbouwtentoonstelling die werd erkend door het Bureau International des Expositions. De tentoonstelling werd gehouden in de Canadese stad Montréal. De tentoonstelling begon op 17 mei 1980 met een binnententoonstelling in de voormalige wielerhal (Vélodrome Olympique) van de Olympische zomerspelen van 1976. Deze hal is daarna omgebouwd en sinds 1992 in gebruik als Biodôme de Montréal. 17 landen hadden een stand in de wielerhal op 29 mei sloot de binnententoonstelling en op 31 mei werd de tentoonstelling buiten voortgezet op het Ile Nôtredame, de locatie van de Expo 67 die ook in Montréal werd gehouden. Hier waren 12 landen met een tuin vertegenwoordigd.